# سوبر ماريو ميكر 2
سوبر ماريو ميكر 2 (بالإنجليزية: Super Mario Maker 2)‏ هي لعبة منصات وتصميم مراحل طورت ونشرت من قبل نينتندو لجهاز نينتندو سويتش. هي عبارة عن تتمة لسوبر ماريو ميكر، وصدرت عالميا في 28 يونيو 2019. طريقة اللعب مأخوذة من سابقتها حيث يقوم اللاعبون بتصميم المراحل الخاصة بهم بمساعدة عناصر من مختلف ألعاب سلسلة سوبر ماريو و القيام بنشرها ليلعبها أشخاص آخرون. سوبر ماريو ميكر 2 تقدم خصائص وعناصر جديدة تتضمن نمط جديد مبني على لعبة سوبر ماريو 3دي ورلد.

## طريقة اللعب
مثل سابقتها، سوبر ماريو ميكر 2 هي لعبة منصات يقوم فيها اللاعبون بصناعة مراحلهم الخاصة باستخدام عناصر من سلسلة سوبر ماريو ونشرها في الإنترنت لأشخاص آخرين ليقوموا بلعبها. بإمكان اللاعبين اختيار نمط مرحلتهم متضمنا سوبر ماريو برذرز، سوبر ماريو برذرز 3، سوبر ماريو ورلد، نيو سوبر ماريو برذرز يو ونمط سوبر ماريو 3دي ورلد الجديد. طريقة اللعب وتصرفات الأعداء قد تختلف بين الأنماط مع كون بعض العناصر محدودة لأنماط معينة.
التتمة تضيف عدة عناصر وأدوات متضمنة عناصر نمط سوبر ماريو 3دي ورلد. هذا النمط خصيصا مختلف عن الأنماط الأربعة البقية، بعدة خصائص مميزة له. اللعبة تقدم أيضا أنماط لعب جماعي محلي ومتصل تتضمن نمط لعب تعاوني في صناعة مرحلة، حيث يمكن للاعبين صناعة مرحلة مع بعضهما في نفس الوقت محليا، كما يمكن لعدد يصل إلى أربع أشخاص لعب مراحل من صنع أشخاص آخرين، تعاونيا أو تنافسيا.
سوبر ماريو ميكر 2 تتضمن أيضا نمط لعب فردي متمثل في نمط قصة. القصة تتحدث عن مساعدة ماريو في إعادة بناء قصر الأميرة بيتش. على اللاعبين لعب 100 مرحلة من تصميم نينتندو من أجل جمع العملات الكافية لإعادة بناء القصر. شخصيات غير قابلة للعب ستعطي اللاعبين أيضا عدة طلبات إضافية خلال النمط.
الاشتراك في خدمة نينتندو سويتش أونلاين مطلوب للحصول على أي ميزة متصلة في اللعبة، متضمنا لعب مراحل من صناعة اللاعبين.

## وصلات خارجية
- سوبر ماريو ميكر 2 على موقع IMDb (الإنجليزية)